# Саева, Дина
Ди́на Са́ева (настоящее имя — Исроилова Мадина Ихромидиновна; род. 24 августа 1999, Душанбе, Таджикистан) — российский тиктокер, видеоблогер таджикского происхождения, а также обладательница одного из самых популярных аккаунтов русскоязычного сегмента приложения TikTok.
В октябре 2020 года российский Forbes поместил Дину на 2-е место своего первого в истории списка самых высокооплачиваемых тиктокеров.

## Биография
Мадина родилась в 1999 году в Душанбе (Таджикистан) под фамилией Исроилова. Папа работал водителем, а мама поваром. Дина — первый ребёнок, позже у неё появились две младших сестры и брат. Семья жила небогато. Как рассказывает Дина, «дома не было даже стола, и [дети] занимались на полу».
В начале 2000-х годов родители Дины, после десяти лет подготовки всех документов и хождения по инстанциям, получили российское гражданство, и семья перебралась из Таджикистана в Россию, в Екатеринбург. Расчёт был на то, что в России условия жизни детей будут лучше, но всё оказалось не так просто. Хозяйка квартиры, где Басаевы поначалу жили, их возненавидела и выгнала на улицу. В понедельник, вторник, среду и четверг семья могла жить в помещении где проводилась дискотека и где Басаев-отец подрабатывал охранником. В выходные дни, с пятницы до понедельника, дискотека принимала посетителей. В такие дни маме с детьми приходилось гулять по «Икее», а на ночь находить приют у знакомых.
Через несколько лет Исроиловым удалось накопить денег, и они приобрели квартиру в ипотеку. Летом 2019 года умер отец, и Дине пришлось взять на себя заботу о семье, в том числе выплату взносов по ипотеке. Также Мадина рассказывает что она придумала псевдоним Дина Саева что бы легче читался её ник-нейм в Тикток.  Фамилию Басаева она придумала после того, как ей сказали, что её фамилия Исроилова очень сложно произносится.
В школе Дине нравилось выступать на сцене на праздниках, быть ведущей школьных концертов. Но родители хотели, чтобы дочь получила «серьёзную» профессию, поэтому она поступила на юридическое отделение Уральского финансово-юридического колледжа.
В 2015 году девочка зарегистрировала аккаунт в «Инстаграме», где стала специализироваться на липсинках. В первый же год собрала 40 тысяч подписчиков. Реклама в блоге приносила определённый доход (от 3 до 6 тысяч рублей в месяц), но этого было недостаточно для того, чтобы самой себя обеспечивать и таким образом помогать семье, поэтому с 16 лет параллельно с учёбой в колледже Дина подрабатывала кассиром в «Макдональдсе», получая 400 рублей за 4 часа работы в день.
Популярность в «Инстаграме» ей в итоге принёс национальный колорит:

Я ввела тренд снимать видео под аутентичные песни разных народностей: русские, дагестанские, таджикские, аварские.

(По данным MTV, первый свой танец под таджикскую музыку Дина сняла в мобильном приложении «Перископ». Причём, поскольку «Перископ» был в России малопопулярен, основную часть её аудитории составляли иностранцы.)
Танцы в исполнении Дины стали расползаться по соцсетям как «ВКонтакте» и YouTube, где их выкладывали под заголовками «Таджичка красиво поет», «Таджичка красиво танцует», и популярность девочки быстро пошла вверх — в какой-то момент на Динин инстаграм за два месяца подписалось 400 тысяч человек.

Вскоре с ней связался свадебный салон «Sanremo», позвал её в Дагестан, где живёт большая часть аудитории Дины, для съемок в рекламе свадебных платьев. "Я подумала: «Почему бы и нет?» — вспоминает блогер. О решении она за день до вылета предупредила мать. Родители боялись за 17-летнюю дочь, но доверились ей и не стали удерживать. В итоге те съемки принесли Дине около 90 000 рублей.
 — «Королева TikTok: как 20-летняя таджичка заработала миллионы рублей и завоевала миллионы подписчиков в соцсетях» — Forbes, 16 марта 2020 года

Спустя 5 месяцев после той поездки Дина, оставив учёбу в колледже, переехала в столицу. Но за скачком пришёл относительный спад — рост подписчиков стал замедляться.
И тогда, в 2018 году, Дина решила, что пора перестать концентрироваться на одном «Инстаграме» и что для распространения своего контента следует попробовать альтернативные формы. И вплотную занялась аккаунтом в ставшем уже очень популярным в подростковой среде «Тиктоке». (В Musical.ly, позже превратившемся во всем известный «Тикток», Дина зарегистрировалась ещё в 2016 году, но поначалу просто просматривала чужие видео, в основном американские.)
В «Тиктоке» Дина снимала самые разнообразные ролики: и юмористические, и социальные, и челленджи, и дэнс-каверы на западные песни, и монтажные фокусы, и сценки из фильмов разыгрывала.
Как рассказывал русскоязычный Forbes в марте 2020 года в опубликованной тогда этим изданием подробной Дининой биографии, «толчком для взлета её популярности послужило знакомство с московскими блогерами, в особенности с Рахимом Абрамовым, который регулярно появляется в её роликах и с которым подписчики Дины приписывают ей роман. В совместных роликах молодые люди часто изображали влюбленную пару, дурачились на камеру, путешествовали.»
Летом 2019 года Дина подписала пятилетний контракт с продюсерским центром ПЦ, решившим «развивать „Тикток“ в России» и начавшим массово подписывать тиктокеров.
В августе 2019 года Дина, подобравшись уже почти к 4 миллионам подписчиков, стала самым популярным тиктокером русскоязычного сегмента.
В том же году девушка снималась в клипе «Love Is» Егора Крида. Познакомилась она с ним благодаря своему продюсерскому центру ПЦ — певец также его клиент. С тех пор Крид стал периодически появляться в Динином тиктоке в совместных роликах.
В начале 2020 года Дина стала новым амбассадором модного бренда Dolce & Gabbana.
В начале июня 2020 года попала в новости после того, как, проигнорировав продлённый мэром Москвы до 14 июня режим самоизоляции, устроила «антикарантинную» вечеринку по случаю достижения своим «Тикток»-аккаунтом 10 миллионов подписчиков и выложила видео с неё в сториз в своём «Инстаграме». Среди гостей на этой вечеринке были Дима Билан и Клава Кока.
В конце 2020 года Дина начала музыкальную карьеру, представив публике дебютную песню «Я ищу тебя».
В 2024 вскоре после смерти Алексея Навального, заявила, что команда Навального «ей манипулировала».

В конце февраля 2025 года Дина Саева представила сингл «Восточные сказки»: 
Когда я начинала работу над треком, у меня в голове был образ восточной любви — сильной, глубокой, наполненной тайной звёздного неба и сиянием мегаполиса. Восточная культура всегда была для меня особенной: это яркие краски, загадочность традиций и искренность эмоций.

## Тематика канала
Тематика роликов на тикток-канале самая разнообразная: юмористические ролики, социальные ролики, челленджи, танцы, монтажные фокусы, сценки из фильмов.

## Личная жизнь
Находится в отношениях с популярным блогером и обладателем магазина брендовой одежды «NE» — Никитой Ефремовым, которого задержали силовики в аэропорту "Шереметьево" по пути из Турции. Ему грозит до 8 лет лишения свободы.
В октябре 2023 года в магазинах Ефремова в Питере и Москве прошли обыски, его обвинили в подделке брендов. После скандала он уехал на ПМЖ в США, но недавно был задержан в аэропорту и сейчас находится под запретом определённых действий.
Никита вместе с Диной были одними из основных финансовых помощников запрещённой ФБК, организованной Навальным.

## Дискография

### Синглы
| Год  | Название           | Примечания                        |
| ---- | ------------------ | --------------------------------- |
| 2020 | «Я ищу тебя»       | цифровой сингл, вып. 4 дек. 2020  |
| 2025 | «Восточные сказки» | цифровой сингл, вып. 21 фев. 2025 |

## Рейтинги
- Самый популярный блогер русскоязычного сегмента «Тиктока» — 1 место (с августа 2019 по ноябрь 2020)[2][4]
- Самые высокооплачиваемые тиктокеры по версии Forbes — 2 место[3]
- Самые популярные тиктокеры России по версии MTV — 2 место[22]

## Награды и номинации
| Год  | Премия                                           | Номинация            | Результат | Ист.      |
| ---- | ------------------------------------------------ | -------------------- | --------- | --------- |
| 2020 | Итоги года 2020 по версии телеканала «ТНТ Music» | Лучший тиктокер года | Номинация | 8-е место |

## Участие в работах других исполнителей
| Год  | Название видеоклипа | Исполнитель      | Роль в клипе                     |
| ---- | ------------------- | ---------------- | -------------------------------- |
| 2019 | Love is             | Егор Крид        | Подруга-отличница главного героя |
| 2020 | Boom Boom           | Loboda & Pharaoh | камео                            |
| 2021 | Build a b*tch       | Bella Poarch     | камео                            |